# چالرز فریزر بکینگهام
چالرز فریزر بکینگهام (به انگلیسی: Charles Fraser Beckingham) (متولد ۱۸ فوریه ۱۹۱۴ در هوگتون کمبریج‌شیر در ایالات متحده آمریکا - درگذشت در ۳۰ سپتامبر ۱۹۹۸ لوس، ساسکس شرقی) استاد اسلامشناسی در دانشگاه منچستر در بین سال‌های ۱۹۵۸ تا ۱۹۶۵ و دانشگاه لندن در بین سال‌های ۱۹۶۵ تا ۱۹۸۱ میلادی بود.
او به عنوانن مدرس تاریخ اسلامی در سال ۱۹۵۱ میلادی به دانشگاه منچستر پیوست. در سال ۱۹۵۸ میلادی او رسماً هیئت علمی دانشگاه در زمینه اسلام‌شناسی شد. او در قبرس، به مطالعه جامعه ترکی پرداخت. در سال ۱۹۶۵ او استاد اسلام‌شناسی در دانشکده مطالعات شرقی و آفریقایی دانشگاه لندن و رئیس دانشکده خاورمیانه و خاورنزدیک از سال ۱۹۶۹ تا ۱۹۷۲ میلادی شد. او در سال ۱۹۸۱ بازنشسته گشت و به عنوان عضو آکادمی بریتانیا در سال ۱۹۹۳ پذیرفته شد.
او کتابی با عنوان «بین اسلام و عالم مسیحیت» (۱۹۸۳) نوشت و با ادوراد اولندورف کتاب «نامه‌های عبری از یوحنای کشیش» و با برنارد هملیتون در «یوحنای کشیش، مغول‌ها و ده قبیله گمشده» در سال ۱۹۹۶ نوشت. او ترجمه و تفسیر کتاب «سفرنامه ابن بطوطه» را که همیلتون الکساندر روسکین گیب شروع کرده بود، به پایان رسانید.